# Thesium horridum
Thesium horridum är en sandelträdsväxtart som beskrevs av Pilger. Thesium horridum ingår i släktet spindelörter, och familjen sandelträdsväxter. Inga underarter finns listade i Catalogue of Life.